# 안테 파벨리치
안테 파벨리치(크로아티아어: Ante Pavelić [ǎːnte pǎʋelit͡ɕ], 1889년 7월 14일 ~ 1959년 12월 28일)는 크로아티아의 정치인·변호사·군인이다. 크로아티아의 극우 민족주의 단체 우스타샤의 지도자로, 나치 독일의 괴뢰 정권인 크로아티아 독립국의 국가 원수이자 독재자로 유고슬라비아에서 75만명 이상의 정교회 신자 등을 학살한 주범이다.
안테 파벨리치는 크로아티아의 파시스트 지도자 및 정치가로 수령(크로아티아어: Poglavnik 포글라브니크)이라는 칭호가 있었으며, 제2차 세계 대전 당시 나치 독일의 괴뢰 국가 인 크로아티아 독립국을 통치하였다. 1930년대에 그는 크로아티아의 파시스트 및 극단적인 민족주의적 분리주의 운동 세력인 우스타샤의 창립 회원이자 지도자였다. 전쟁 막바지에 그는 바티칸 교황청이 마련해 준 쥐구멍 라인을 타고 해외로 도주하였다. 그는 1959년 12월 28일 스페인 마드리드에서 암살 시도로 부상을 입어 결국 목숨을 잃었다.

## 유년 시절
안테 파벨리치는 보스니아 크로아티아인으로 보스니아-헤르체고비나의 하지치 (Hadžići)에서 남서쪽으로 약 15 km 떨어진 곳에 있는 코니츠 (Konjic) 북쪽의 작은 마을 브라디나 (Bradina)에서 태어났으며, 당시 이 땅은 오스트리아-헝가리 제국의 영토였다. 그의 아버지는 리카 (Lika) 남부에서 보스니아로 이주하여, 벨레비트 (Velebit) 평원 중앙부에 있는 크리비 푸트 (Krivi Put) 에 정착하였다. 성년이 된 파벨리치는 법을 공부하기 위해 자그레브에 유학을 떠나기로 하였다. 청년 시절부터 극단주의자였던 파벨리치는 '프랑코프치 (Frankovci)'라는 조직에 가입하였는데, 이 조직은 오스트리아-헝가리 제국 군 장교 슬라브코 크바테르니크 (Slavko Kvaternik)의 장인인 요시프 프란크 (Josip Frank) 가 창설하였다. 크바테르니크 (Kvaternik)는 오랫동안 크로아티아 분리주의를 옹호한 사람이었다.
1919년 파벨리치는 우익 순수당의 임시 총재가 되었다. 1921년 그는 다른 당원들과 체포되었으나 풀려났다. 파벨리치는 재판에서 동료 당원들을 변호하였으나 패소하였다. 그는 1922년 자그레브의 성 마가 교회에서 마리야 로브렌체비치 (Marija Lovrenčević) 와 결혼하였다.
제1차 세계 대전 이후 몇 년 동안 파벨리치는 중도당과 스테판 라디치 (Stjepan Radić)의 크로아티아 농민당과 계속된 논쟁에 끼어들면서 점차 자신의 싸우기 좋아하는 성격을 드러내었다. 그는 유고슬라비아 의회 (Skupština, 스쿱슈티나)에서 자기 정당의 유일한 대표자였으나 회기에 거의 참여하지 않았으며, 등원하면 종종 자신이 반대하는 정책에 반대하는 장광설을 늘어놓곤 하였다.

## 1920년대와 1930년대
1920년대 초 파벨리치는 빈과 부다페스트의 크로아티아인 망명자와 접촉하게 되었다. 이후 몇 년간 그는 내부 마케도니아 혁명 기구와 긴밀한 합의를 보았으며, 1927년 마케도니아인들이 스코페에서 일으킨 테러 행위를 옹호하였다. 파벨리치는 빈에서 접촉하여 이탈리아 정부와도 비밀 관계를 맺었으나, 헝가리와는 그런 관계를 맺지 못하였는데, 헝가리 정부는 타국과 외교 관계를 손상하는데 경계하였기 때문이었다.
자그레브에서 시 의원으로 재임하였던 파벨리치는 1927년 국회 의원으로 선출되었다. 파벨리치는 크로아티아 지역 명부에서 선출 된 두 의원 가운데 한 사람으로, 다른 의원은 안테 트룸비치 (Ante Trumbić)였다. 파벨리치는 1929년에 유고슬라비아 왕국의 왕당파 정부가 등장할 때까지 우익당의 당 서기 직을 맡았다. 1929년 알렉산다르 1세가 정부 수립을 선포하자 파벨리치는 해외로 도주하였으며, 불가리아와 마케도니아의 테러범이 소피아에서 조직한 반(反)세르비아 시위에 참가했다는 죄로 베오그라드의 궐석 재판에서 사형을 언도받았다. 그때 파벨리치는 극단주의 성향의 우스타샤를 조직하고 지하로 숨었다.
파벨리치와 우스타샤는 이탈리아의 파시스트 독재자 베니토 무솔리니의 지원을 받았는데, 무솔리니는 이들을 이용하여 유고슬라비아를 무너뜨리고 아드리아해 지역에 이탈리아의 영향력을 넓히고자 하였다. 무솔리니는 파벨리치가 로마에서 망명 생활을 하고 유고슬라비아와 전쟁을 대비하여 파벨리치의 준군사 조직을 훈련할 수 있도록 허용하였다.
우스타샤의 훈련소는 이탈리아와 헝가리에 있었는데, 주로 이탈리아에서는 브레시아와 보르고발디타로에, 헝가리에는 너지커니저 인근의 연커푸스터(Janka Puszta)에 훈련소가 있었다. 1933년 우스타샤는 유고슬라비아에서 무장 봉기를 일으키려 하였다. 이탈리아의 지원으로 무장한 우스타샤는 모터보트를 타고 아드리아 해를 건너 유고슬라비아로 진입하고자 하였다. 우스타샤의 작전은 실패하였으나, 덕분에 알렉산다르 1세(Aleksandar I)를 암살하기로 결정하는 데 도움이 되었을 것이다. 1934년 10월 9일에는 불가리아 출신의 혁명가였던 블라도 체르노젬스키가 프랑스 마르세유에서 유고슬라비아의 알렉산다르 1세 국왕, 프랑스의 루이 바르투 외무장관을 권총으로 저격하여 암살했지만 현장에 있던 군중들과 프랑스 경찰들로부터 폭행당하면서 그 자리에서 사망하고 만다.
유고슬라비아의 군주를 지킬만한 무장력이 부족하였으며, 경계 태세도 느슨하여 파벨리치의 조직 능력이 진가를 드러내었다. 그는 분명 치안 당국의 고위 공무원에게 뇌물을 줄 수 있었다. 그리하여 마르세유 치안 장관 주앙노(Jouhannaud)은 해임되었다.

## 우스타샤 정권의 크로아티아 독립국
히틀러는 괴뢰 정권을 세워 나치에게 맡기는 것을 좋아하지 않았으며, 별다른 선택이 없을 때에만 그런 조치를 취하였다. 크로아티아와 우스타샤의 경우도 마찬가지였다. 파벨리치는 우스타샤의 지도자가 되기 전에는 우익당(크로아티아의 민족주의 정당)의 당수이자 젊은 변호사였다. 그가 우스타샤 - 크로아티아 혁명 기구'(Ustasha-Hrvatska Revolucionarna Organizacija, UHRO)를 창설한 것은 1932년의 일이었다. 1932년 그는 크로아티아의 민족적 정체성과 가톨릭교회에 기반한 크로아티아 독립 국가의 청사진을 그리는 원칙 헌장을 썼다. 이 과업은 우스타샤의 지도 하에 크로아티아 인민을 규합한 무장 반란군(ustanak)의 몫이 될 것이었다. 인종 청소와 영토 획득은 우익당의 의제에서 핵심을 이루었다. 파벨리치는 새로운 크로아티아 국가는 보스니아 땅 대부분과 달마티아 전체를 아울러야 한다고 믿었다. 파벨리치는 자신과 우익당이 이탈리아 파시즘 이념과 더 가깝다고 보았으나, 독일에서 우스타샤 운동은 점차 인종을 강조하게 되었다. 이는 무엇보다 이들이 독일의 민족사회주의와 밀접한 관련이 있었기 때문이었을 것이다. 히틀러는 파벨리치를 권좌에 앉히는데 한 번 이상 고민하였다. 독일이 크로아티아를 점령한 뒤 크로아티아의 수반직은 처음에 당시 농민당 당수 블라드코 마체크 (Vladko Maček) 가 제의받았다. 또 1941년 히틀러가 파벨리치를 대체할 것을 고려하면서 마체크에게 다시 수반직을 제의하였다. 그러나 그는 두 번 다 거부하였으며, 결국 파벨리치가 정권을 잡게 된다. 전쟁이 끝나 파벨리치가 크로아티아에서 도주했을 때 새로 들어온 공산주의자들이 50,000명 이상의 크로아티아 병사를 살해하였다.

## 유고슬라비아의 대학살

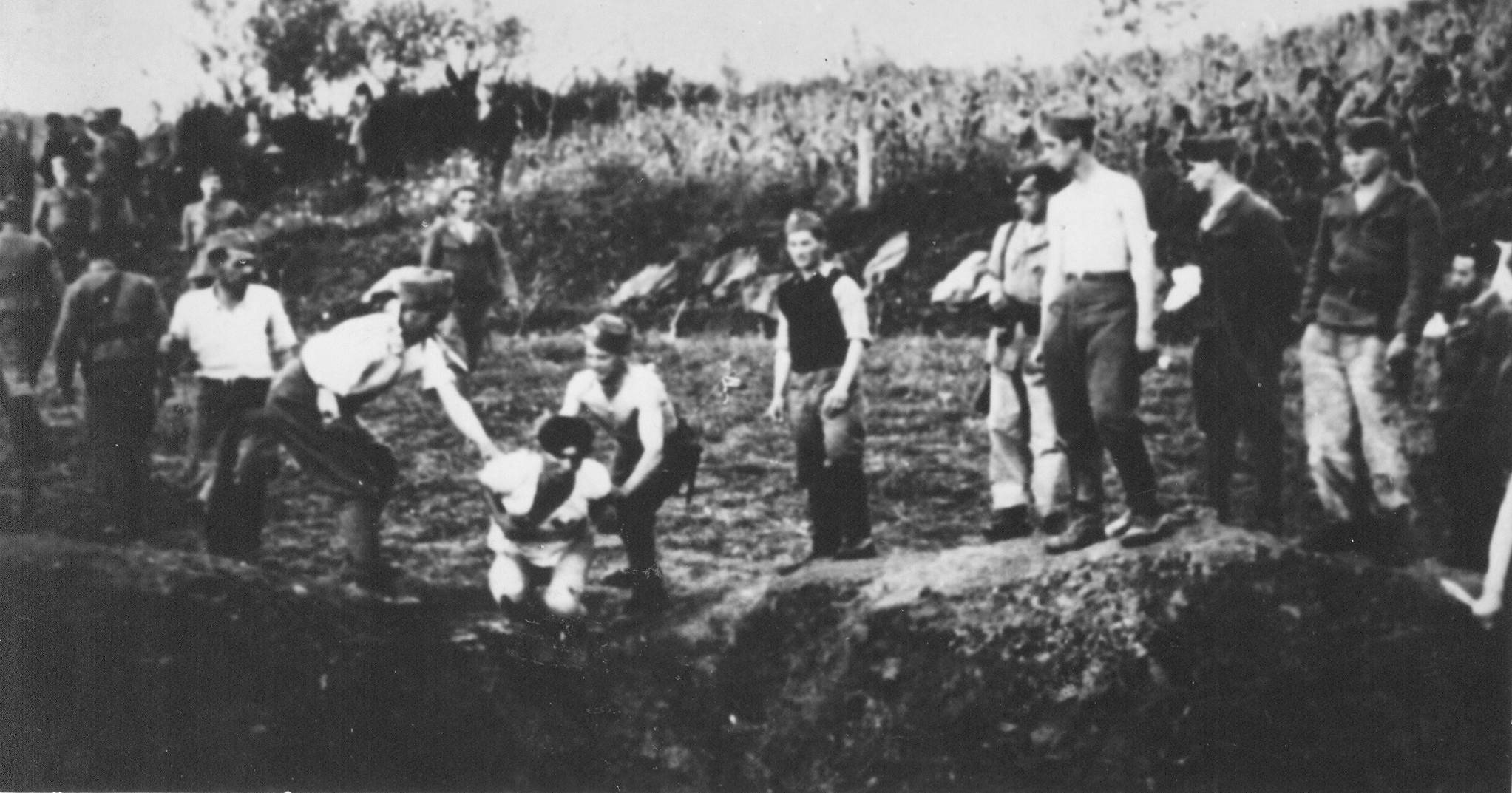
우스타샤군인들이 야세노바츠 수용소에서 정교도인들을 학살하고 있다

파벨리치와 우익당은 크로아티아가 이미 투르크인 무슬림과 동방의 유목민들을 무찌른 적이 있었다고 주장하였다. 이들의 새로운 목표는 동부 슬라브인과 공산주의 세력에게서 조국을 구하고 가톨릭 독립국가를 세우는 일이었다. 이에 따라 약 24곳의 집중 수용소가 세워졌으며, 그 가운데 가장 많은 사람이 죽은 곳은 야세노바츠 (Jasenovac) 로, 연합국의 추산에 따르면 이 곳에서 750,000명의 세르비아인, 유대인, 집시가 살해당했다.
파벨리치는 크로아티아가 소비에트나 슬라브 세력권이 아닌 서방과 고트 세계 쪽에 가깝다고 여겼다. 우익당은 나중에 전쟁 중에 이러한 생각 나치 독일과 가까이 하려는 데 이용하였다. 그러나 독일과 여타 중부 유럽 강국의 유대인들에게 자비를 베풀고 탈주시키게끔 하지 못하게 가르친 나치와 달리, 파벨리치는 가톨릭을 신봉하며 정교회를 믿는 세르비아인과 보스니아인들을 3분의 1 개종, 3분의 1 학살, 3분의 1 추방 계획을 세웠다. 그의 말을 인용하자면 "우리는 1/3을 전향할 것입니다. 우리는 1/3을 죽일 것이며 나머지 1/3은 자의건 타의건 떠날 것입니다"라고 말하는 것이다.
그의 계획에 따라 크로아티아에서 75만명이상의 정교회 신자와 유태인, 집시 등이 우스타샤의 손에 학살당했다.

## 탈출과 사망
파벨리치는 2차 세계대전이 끝날 무렵 연합군의 체포를 피해 바티칸 교황청이 마련해준 도주로 일명 쥐구멍 라인을 타고 남아메리카로 달아난다.

## 같이 보기
- 제2차 세계 대전
- 크로아티아 독립국
- 우스타샤
- 아돌프 히틀러
- 베니토 무솔리니